# Leomar Cordero
Leomar Andres Cordero Depool (ur. 1998) – wenezuelski zapaśnik walczący w stylu klasycznym. Srebrny medalista igrzysk Ameryki Środkowej i Karaibów w 2023. Brązowy medalista mistrzostw panamerykańskich w 2025 roku.